# Legió de Crist
La Legió de Crist és una congregació religiosa clerical catòlica de dret pontifici fundada el 3 de gener de 1941 a la Ciutat de Mèxic pel sacerdot mexicà Marcial Maciel. El seu nom oficial és Congregació dels Legionaris de Crist.; i els seus membres, simplement anomenats "legionaris", poden afegir el post-nominal L.C.
La congregació va rebre el decret pontifici d'elogi el 6 de febrer de 1965. Les seves constitucions van ser aprovades originalment per la Santa Seu el 1983 i, posteriorment revisades després del capítol general extraordinari de 2014, van ser novament aprovades per la Santa Seu al novembre de 2014.
Els legionaris es dediquen a «establir el Regne de Crist a la societat, d'acord amb les exigències de la justícia i la caritat cristiana». Formaven part del moviment apostòlic de Regnum Christi fins al novembre de 2014.

## Història
La congregació dels Legionaris de Crist va ser fundada a la Ciutat de Mèxic el 3 de gener de 1941 per l'aleshores seminarista Marcial Maciel Degollado. El nom inicial de la congregació era «Missioners del Sagrat Cor i de la Mare de Déu dels Dolors».
El primer noviciat va ser creat el 25 de març de 1946, també a la Ciutat de Mèxic. Als pocs mesos d'aquest mateix any 1946, part de la congregació es va traslladar al nord d'Espanya, a Comillas, per residir a prop de la Universitat de Comillas i realitzar-hi part dels seus estudis. Seria en aquest país on la congregació fundaria el 1958 un noviciat, concretament a Salamanca, lloc de la seu de la Universitat Pontifícia de Salamanca.
La congregació va rebre la seva aprovació canònica per part de la Santa Seu al maig de 1948. L'erecció canònica va tenir lloc el 13 de juny de 1948 a la ciutat de Cuernavaca, Mèxic. Els seus primers sacerdots van ser ordenats en 1952.

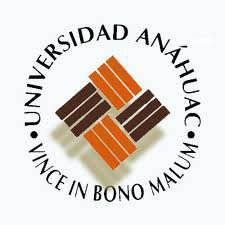
Logotip de la Universitat Anáhuac

La primera obra educativa dels Legionaris de Crist va ser el Col·legi Cumbres, que va obrir les portes l'any 1954 a la Ciutat de Mèxic. Anys més tard, el 1964, van obrir també a Mèxic la Universitat Anáhuac.
L'aprovació que va donar el nom actual als Legionaris de Crist es va realitzar en 1965. En aquesta aprovació (Decretum laudis) va començar a ser una congregació de dret pontifici, ja que fins llavors era només de dret diocesà.
A la dècada dels anys 60, la congregació va obrir cases a Irlanda i els Estats Units. En els següents anys van fundar cases en altres països d'Amèrica i Europa. En la primera dècada del segle XXI es van fundar cases a les Filipines i Corea.
L'any 2009 els superiors de la congregació van reconèixer oficialment els fets immorals de la vida del fundador. El coneixement dels mateixos va provocar una sèrie de reaccions que van portar a la Santa Seu a realitzar una visita apostòlica, que va tenir lloc entre 2009 i 2010. Al final de la mateixa es va emetre un comunicat amb data 1 de maig de 2010, en el qual, entre altres coses, s'afirmava el següent:
| « | La Visita Apostòlica ha pogut comprovar que la conducta del P. Marcial Maciel Degollado ha causat serioses conseqüències en la vida i en l'estructura dels Legionaris, fins al punt de fer necessari un camí de profunda revisió. Els comportaments gravíssims i objectivament immorals del P. Maciel, confirmats per testimonis incontestables, representen de vegades autèntics delictes i revelen una vida mancada d'escrúpols i de veritable sentiment religiós. Aquesta vida era desconeguda per gran part dels Legionaris, sobretot pel sistema de relacions construït pel P. Maciel, que havia sabut hàbilment crear-se coartades, guanyar-se la confiança, familiaritat i silenci dels que l'envoltaven i enfortir el seu propi paper de fundador carismàtic. | » |

En 2017 els Legionaris de Crist van anunciar que el rector del seu seminari María Mater Ecclesiae de Roma, havia deixat el sacerdoci. Això passava després de confessar que tenia dos fills.
A "La meva vida és Crist" (2003) Marcial Maciel afirma: «La Legió de Crist està viva a través de l'obra de l'Esperit Sant per buscar l'autenticitat en l'exercici del manament de la caritat entre els homes, que resumeix el missatge de l'encarnació de la Paraula Divina». El 2009, el seu successor, Álvaro Corcuera, va escriure que els fruits del carisma eren l'amor a Crist, la Mare de Déu, l'Església catòlica, el papa i les ànimes.
Després de la segona visita apostòlica, finalitzada a l'abril del 2010, Benet XVI va destacar «la necessitat i la urgència d'un camí de profunda revisió del carisma de l'Institut».
Entrevistat el 2011 per Associated Press sobre el carisma dels legionaris de Crist, el delegat pontifici Velasio De Paolis va respondre amb "Bona pregunta", afegint que es tracta d'una "obra en curs" i que, «fins i tot, sense un carisma clarament definit, la gran majoria dels membres de la Legió estan feliços, estan fent un bon treball i serveixen a l'Església». La scelta di De Paolis di confermare i superiori legionari compromessi con Maciel

## Espiritualitat
A "La meva vida és Crist" (2003), Maciel afirma: Crist és «el model suprem, el criteri, la inspiració de tota la nostra espiritualitat» i «el cristocentrisme i la caritat són el cor de la nostra espiritualitat»

## Missió
La missió dels legionaris és «l'establiment el Regne de Crist a la societat, d'acord amb les exigències de la justícia i la caritat cristiana a través de la pregària, l'apostolat i una extensió de la doctrina catòlica» per mitjà de :
- grups de líders seleccionats, formats en acció capil·lar, en els diferents sectors de la societat, especialment treballadors, intel·lectuals, industrials i altres professions que, amb la seva activitat, infonguin profundament l'esperit cristià a la vida social;
- obres dedicades a l'educació;
- assessors familiars i treballs que promouen els objectius i valors humans i cristians de la família;
- obres orientades a l'evangelització;
- centres de reflexió, oració i estudi; clubs esportius i culturals ; centres de formació i acció apostòlica; centres de conferències ;
- obres destinades a infondre l'esperit cristià en els mitjans de comunicació social, donant-los una importància primordial com a instruments de l'apostolat per a la formació i informació de la consciència privada i de l'opinió pública

obres destinades a la promoció de la comunitat humana, d'acord amb les exigències de la justícia i la caritat evangèliques, evitant que adquireixin el més mínim sentit de lluita de classes .

## Membres
La primera vegada que els Legionaris van aparèixer a l'Anuari Pontifici va ser en el de 1967, més de dues dècades després de la seva fundació. En aquesta edició, on es recollien les xifres de 1966, es comptaven 303 religiosos, dels quals 42 havien estat ordenats; i portaven 14 parròquies.
Des de llavors es pot observar un ràpid creixement fins als 2.273 religiosos de l'Anuari de 2009, dels quals 814 havien estat ordenats sacerdots; a més d'haver 128 parròquies assignades a la congregació. El 1997 van començar a publicar-se denúncies contra el fundador, el 2006 Benet XVI el va apartar del sacerdoci, i el 2009 la direcció dels Legionaris reconeixia els crims de Maciel, qui l'havia deixat en 2005.
A causa dels escàndols, la Legió registra nombrosos abandonaments i una baixada de les vocacions. A l'Anuari Pontifici de 2017, que registra les xifres de 2016, els Legionaris apareixen amb 1.729 religiosos, dels quals 984 eren sacerdots, i al capdavant de 122 parròquies.

## Tasca educativa

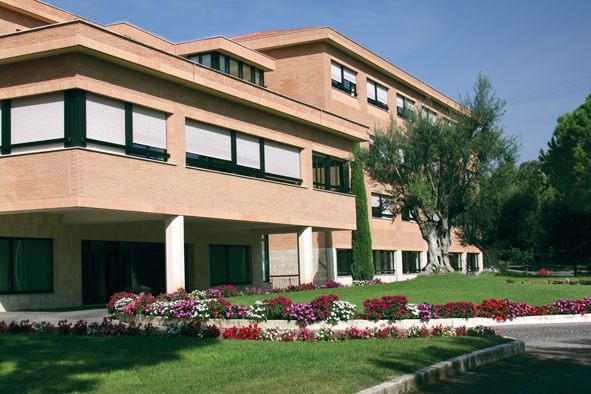
Ateneu Pontifici Regina Apostolorum, a Roma, amb tres facultats (filosofia, teologia i bioètica).

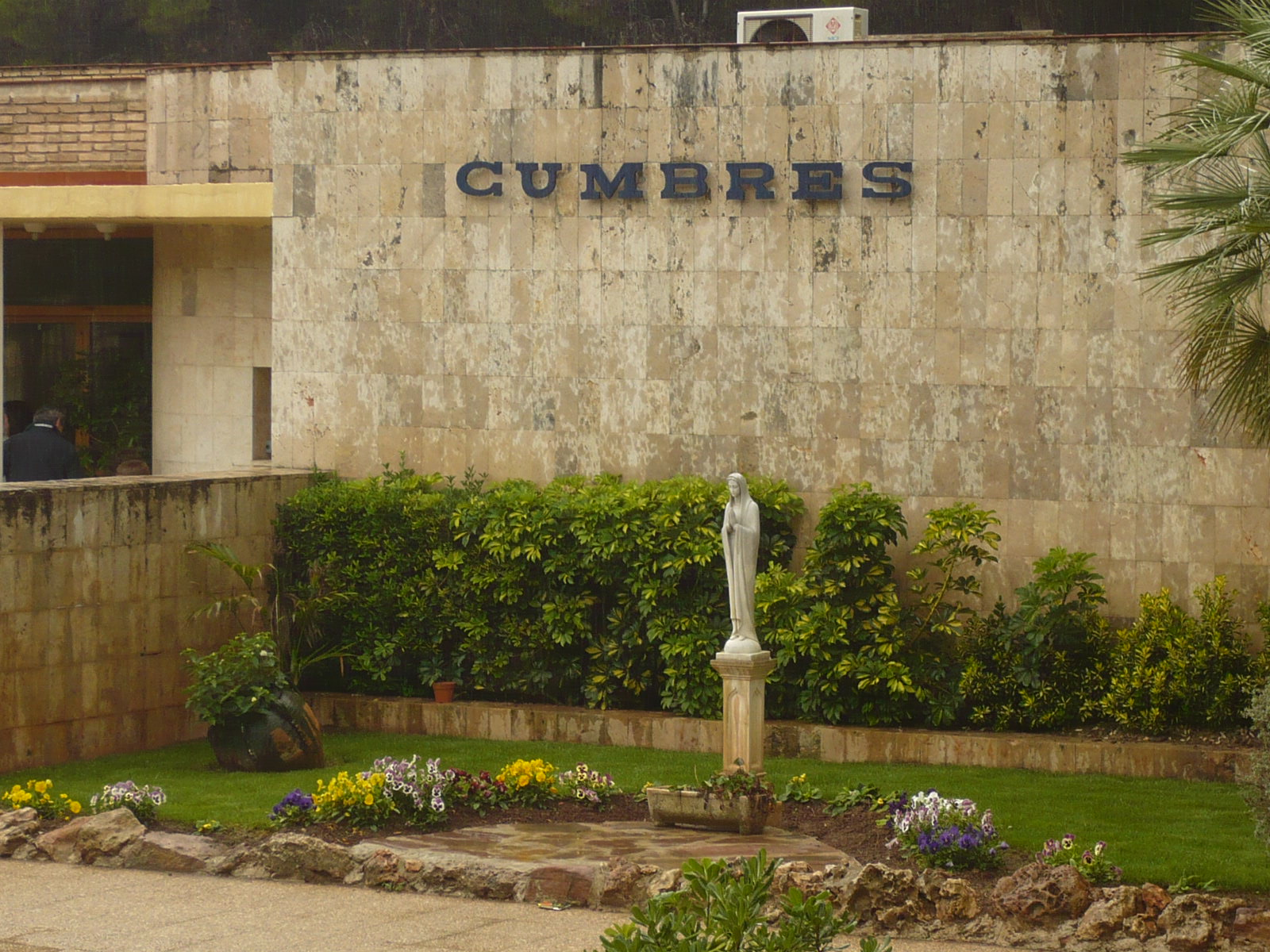
Els col·legis Cims serveixen de suport als "Col·legis Mans Amiga". Col·legi Cumbres de València.

Des dels seus començaments els Legionaris de Crist i el moviment Regnum Christi van dedicar gran part dels seus esforços a la creació d'institucions educatives adreçades a les classes altes, principalment en el món de parla hispana i concretament a Mèxic com el Col·legi Irlandès, a la capital mexicana, en el qual va estudiar Álvaro Corcuera (qui va ser director general de la Legió).
Normalment la congregació funda col·legis privats per a totes les classes, comptant el 2017 amb 128 centres educatius on s'educaven a 37.000 alumnes. Els Legionaris també dirigeixen els "Col·legis Mà Amiga", en els quals es busca la promoció social assistint amb beques educatives d'alt nivell per a nens d'escassos recursos. Hi ha 37 col·legis "Mà Amiga" amb 19.000 alumnes en zones subdesenvolupades de l'Argentina, Xile, Colòmbia, Espanya, Mèxic, El Salvador i Veneçuela.
En educació superior, dirigeixen la Xarxa d'Universitats Anáhuac, conformada per universitats i altres institucions d'educació superior de Mèxic, Xile, Espanya, Itàlia i els Estats Units. En aquestes universitats es formaven en 2017 19.000 alumnes.